# Jana Narižna
Jana Vitaliïvna Narižna (in ucraino Яна Віталіївна Наріжна?; Charkiv, 29 agosto 1999) è una nuotatrice artistica ucraina.

## Palmarès
- Mondiali

Budapest 2017: argento nel libero combinato.
Gwangju 2019: oro nell'highlight, bronzo nella gara a squadre (programma tecnico e libero) e nel libero combinato.
- Europei

Glasgow 2018: oro nel libero combinato, argento nella gara a squadre (programma tecnico e libero).
- Giochi europei

Baku 2015: bronzo nel duo, nella gara a squadre e nel libero combinato.